# Pidonia obscurior
Pidonia obscurior är en skalbaggsart. Pidonia obscurior ingår i släktet Pidonia och familjen långhorningar.

## Underarter
Arten delas in i följande underarter:
- P. o. obscurior
- P. o. hakusana